# Rozkład arcusa sinusa
Rozkład arcusa sinusa – rozkład prawdopodobieństwa, którego dystrybuanta wyraża się wzorem
{\displaystyle F(x)={\frac {2}{\pi }}\arcsin \left({\sqrt {x}}\right)={\frac {\arcsin(2x-1)}{\pi }}+{\frac {1}{2}}\quad (x\in \mathbb {R} ).}
Rozkład arcusa sinusa jest szczególnym przypadkiem rozkładu beta o parametrach {\displaystyle \alpha =\beta =1/2} i wyraża on czas pobytu po stronie dodatniej w procesie Wienera na odcinku [0,1].